# Янчик гімалайський
Я́нчик гімалайський (Pteruthius ripleyi) — вид горобцеподібних птахів родини віреонових (Vireonidae). Мешкає в Гімалаях. Раніше вважався підвидом білобрового янчика, однак були визнаний окремим видом.

## Поширення і екологія
Гімалайські янчики поширені в Пакистані, північній Індії і східному Непалі. Східна межа поширення гімалайського янчика є неясною. За деякими свідченнями, гімалайські янчики поширені на схід до Аруначал-Прадешу. Вони живуть в гірських тропічних лісах.